# Mahimenahatti, Molakalmuru
Mahimenahatti là một làng thuộc tehsil Molakalmuru, huyện Chitradurga, bang Karnataka, Ấn Độ.